# 福大トンネル
座標: 北緯33度32分45秒 東経130度21分59秒 / 北緯33.54583度 東経130.36639度

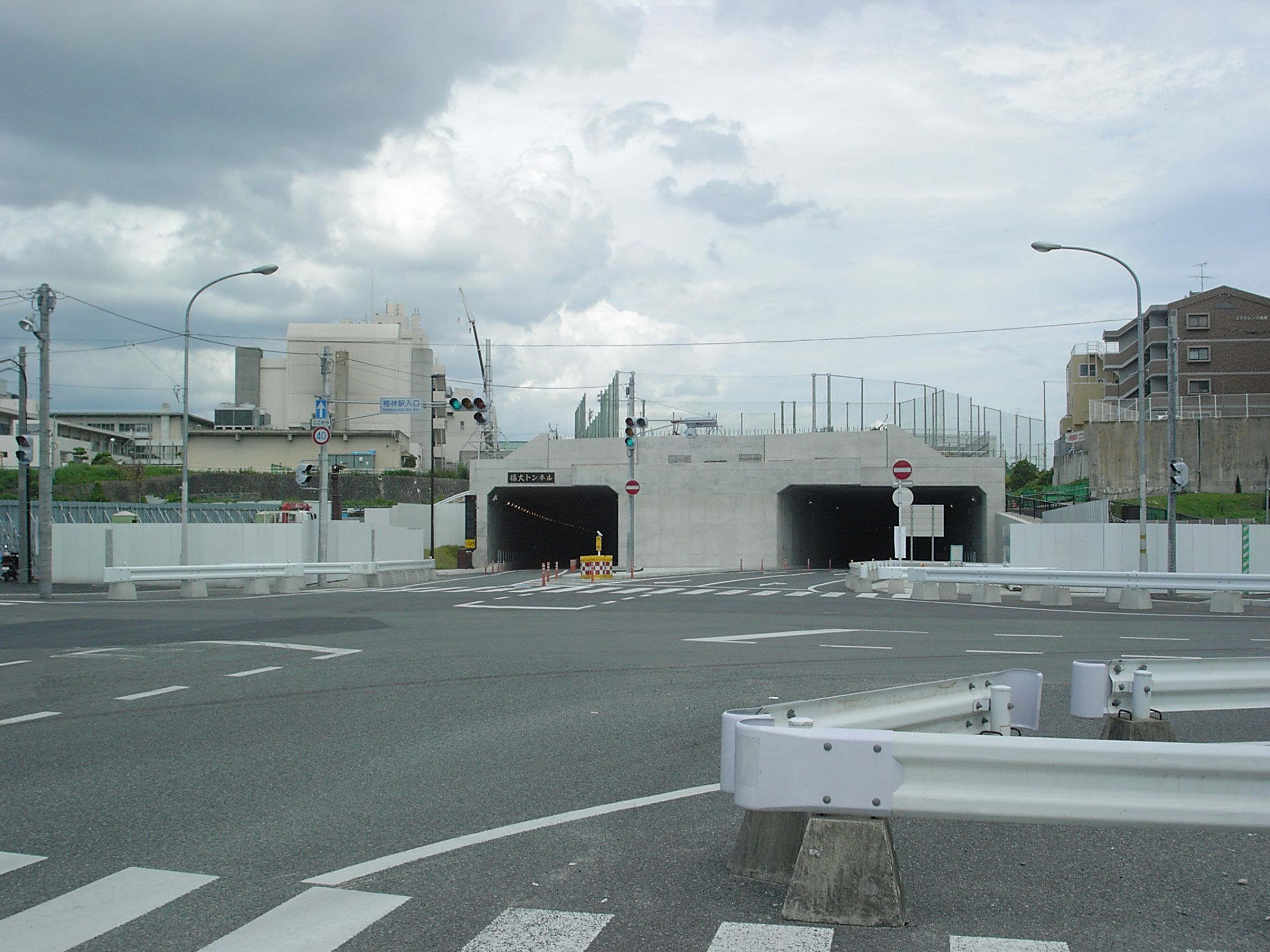
福大トンネルの西側（梅林方）出口。撮影当時は一般部が完成し暫定2車線供用中。高速部は出口上部から橋台状に進出する予定であった。（現在都市高速は完成して供用済）

福大トンネル（ふくだいトンネル）は、福岡県福岡市城南区片江−梅林間にあるの道路トンネルの名称。福岡高速環状線・国道202号福岡外環状道路における唯一のトンネル部分である。本トンネルの名称は、福岡大学キャンパスの直下を通過することに由来している。

## 概要
福岡外環状道路（一般道路）の上下線（2本のトンネル、4車線）と、福岡高速環状線（有料道路）の上下線（2本のトンネル、4車線）、合計4本のトンネル（8車線）で構成される。内側の2本は有料道路部の上下線であり、その外側に一般道路部の上下線が配置されている。全長は、一般道路部が約870m、有料道路部が約762mである。
福大トンネルの地下には、平行して共同溝（七隈トンネル）が全区間に、また福岡市地下鉄七隈線（福大前駅-梅林駅間）のトンネルが西側（梅林方）区間において、併設されている。
工法としては開削工法が用いられている。NATM工法にて建設された既設トンネル（共同溝・地下鉄）の真上に近接して開削を行わなければならないため、既設のトンネルに影響を及ぼさないように配慮がなされている。掘削土量は約40万m3、最大掘削深さは約17m、コンクリート使用量は約9.2万m3に及ぶ。
また工期を短縮する必要性から、現場合成式ボックスカルバート工法という特殊な工法が用いられている。これは、工場で製作された大型の部品（プレキャスト部材）を門型に組み立ててからコンクリートを打設する工法である。従来工法よりもコストがかかる反面、現地で型枠や足場を組み立てる必要がないため、工期の短縮が可能となる。本トンネルは福岡大学キャンパスのグラウンド等を開削して建設されているため、工事期間中は大学側等に代替グラウンド等を提供しなければならないが、工期を短縮することによって借地料を削減することができる。

## 沿革
福岡外環状道路が計画された当初は他の区間と同様、地上に建設する予定であったが、キャンパスを分断されることになる福岡大学の反対により、福岡大学キャンパス内を地下トンネルにて通過させる計画に変更された。
- 2002年12月 着工
- 2005年8月 プレキャスト部材の組立完了
- 2006年3月 一般部（国道202号福大トンネル）開通（暫定2車線）
- 2008年4月福岡高速5号線（都市高速福大トンネル）開通（完成4車線）
- 2010年頃 一般部完成供用（4車線）
- 2012年 福岡高速5号線の営業路線名が福岡高速環状線に変更。